# Canottaggio ai XVI Giochi panamericani
Il canottaggio ai XVI Giochi panamericani si è svolto alla Pista de remo y canotaje di Ciudad Guzmán, in Messico, dal 15 al 19 ottobre 2011. L'unica differenza con il programma olimpico è che l'otto femminile nei Giochi panamericani è rimpiazzato dal singolo pesi leggeri.

## Calendario
Tutti gli orari secondo il Central Standard Time (UTC-6).
| Giorno   | Data           | Inizio | Fine  | Evento                                  | Fase       |
| -------- | -------------- | ------ | ----- | --------------------------------------- | ---------- |
| Giorno 2 | Sab 15 ottobre | 8:00   | 10:20 | U2x, D2x, D2-, U4-, PLU2x, PLD2x, U1x   | Batterie   |
| Giorno 2 | Sab 15 ottobre | 16:00  | 17:50 | U2x, D2x, D2-, U4-, PLU2x, PLD2x, U1x   | Ripescaggi |
| Giorno 3 | Dom 16 ottobre | 8:00   | 10:10 | PLU4-, D1x, U2-, U4x, PLD1x, D4x, U8+   | Batterie   |
| Giorno 3 | Dom 16 ottobre | 16:00  | 17:30 | PLU4-, D1x, U2-, U4x, PLD1x, PLD1x, D4x | Ripescaggi |
| Giorno 4 | Lun 17 ottobre | 9:00   | 10:35 | U2x, D2x, D2-, U4-                      | Finali     |
| Giorno 5 | Mar 18 ottobre | 9:00   | 11:00 | D1x, PLU2x, PLD2x, U2-, U4x             | Finali     |
| Giorno 6 | Mer 19 ottobre | 9:30   | 11:20 | PLD1x, PLU4-, D4x, U8+, U1x             | Finali     |

## Risultati

### Uomini
| Evento                     | Oro | Argento | Bronzo |
| Singolo                    | Ángel Fournier | Patrick Loliger | Emilio Torres |
| Due di coppia              | Argentina Cristián Rosso Ariel Suárez | Cuba Janier Concepción Yoennis Hernández | Venezuela César Amaris José Guipe |
| Due di coppia pesi leggeri | Messico Alán Armenta Gerardo Sánchez | Cuba Yunior Pérez Eyder Batista | Canada Travis King Terence McKall |
| Quattro di coppia          | Argentina Alejandro Cucchietti Santiago Fernández Cristián Rosso Ariel Suárez                                                                    | Cuba Janier Concepción Adrián Oquendo Eduardo Eubio Yoennis Hernández                                                                                  | Messico Horacio Rangel Edgar Valenzuela Patrick Loliger Santiago Sataella                                                                       |
| Due senza                  | Stati Uniti Michael Gennaro Robert Otto | Brasile João Borges Alexis Mestre | Canada Peter McClelland Steven Van Knotsenburg                                                                                                  |
| Quattro senza              | Argentina Sebastián Fernández Joaquín Iwan Rodrigo Murillo Agustín Silvestro                                                                     | Canada David Wakulich Kai Langerfield Blake Parsons Spencer Crowley                                                                                    | Cuba Yenser Basilo Dionnis Carrión Jorber Ávila Solaris Freire                                                                                  |
| Quattro senza pesi leggeri | Cuba Wilber Turro Liosbel Hernández Liosmel Ramos Manuel Suárez                                                                                  | Argentina Nicolai Fernández Diego Gallina Carlo Lauro Pablo Mahnic                                                                                     | Cile Felipe Leal Fernando Miralles Rodrigo Muñoz Fabián Oyarzun                                                                                 |
| Otto                       | Stati Uniti Jason Read Stephen Kasprzyk Matthew Wheeler Joseph Spencer Michael Gennaro Robert Otto Blaise Didier Marcus McElhenney Derek Johnson | Canada Peter McClelland Steven Van Knotsenburg David Wakulich Kai Langerfield Blake Parsons Spencer Crowley Joshua Morris Benjamin De Wit Mark Laidlaw | Argentina Sebastián Fernández Joaquín Iwan Rodrigo Murillo Agustín Silvestro Sebastián Claus Diego López Joel Infante Mariano Sosa Ariel Suárez |

### Donne
| Evento                     | Oro                                                         | Argento                                                    | Bronzo                                                                   |
| Singolo                    | Margot Shumway                                              | María Best                                                 | Isolda Penney                                                            |
| Due di coppia              | Cuba Yariulvis Cobas Aimee Hernández                        | Stati Uniti Megan Walsh Catherine Reddick                  | Canada Barbara McCord Audra Vair                                         |
| Quattro di coppia          | Argentina María Abalo María Best Milka Kraljev María Rohner | Canada Melanie Kok Barbara McCord Audra Vair Isolda Penney | Stati Uniti Megan Walsh Michelle Sechser Catherine Reddick Chelsea Smith |
| Due senza                  | Argentina María Abalo María Best                            | Stati Uniti Monica George Megan Smith                      | Canada Sarah Bonikowsky Sandra Kisil                                     |
| Singolo pesi leggeri       | Jennifer Goldsack                                           | Fabiana Beltrame                                           | Yaima Velázquez                                                          |
| Due di coppia pesi leggeri | Messico Analicia Ramírez Lila Pérez Rul                     | Cuba Yaima Velázquez Yoslaine Domínguez                    | Stati Uniti Michelle Sechser Chelsea Smith                               |

## Medagliere
| Posizione | Nazione     | Oro | Argento | Bronzo | Totale |
| --------- | ----------- | --- | ------- | ------ | ------ |
| 1         | Argentina   | 5   | 2       | 1      | 8      |
| 2         | Stati Uniti | 4   | 2       | 2      | 8      |
| 3         | Cuba        | 3   | 4       | 2      | 9      |
| 4         | Messico     | 2   | 1       | 1      | 4      |
| 5         | Canada      | 0   | 3       | 5      | 8      |
| 6         | Brasile     | 0   | 2       | 0      | 2      |
| 7         | Venezuela   | 0   | 0       | 2      | 2      |
| 8         | Cile        | 0   | 0       | 1      | 1      |